# Forcipomyia valleensis
Forcipomyia valleensis är en tvåvingeart som beskrevs av Clastrier och Wirth 1995. Forcipomyia valleensis ingår i släktet Forcipomyia och familjen svidknott.
Artens utbredningsområde är Colombia. Inga underarter finns listade i Catalogue of Life.